# Grammomys minnae
Grammomys minnae é uma espécie de roedor da família Muridae.
Apenas pode ser encontrada na Etiópia.
Os seus habitats naturais são: matagal árido tropical ou subtropical.
Está ameaçada por perda de habitat.